# سوباچوکه
سوباچوکه (انگلیسی: Subachoque) نام شهری در کشور کلمبیا است.